# Castellers de Mallorca
Els Castellers de Mallorca són una colla castellera de Palma, a Mallorca, fundada el 1996. Va ser una de les dues primeres a dur el fet casteller a l'illa de Mallorca. Vesteixen amb camisa de color grana i els seus millors castells són el 2 de 7, el 4 de 8 carregat, el 3 de 7 aixecat per sota, el 5 de 7 i el 4 de 7 amb l'agulla. Acompanyada pels Al·lots de Llevant (1997), l'altra colla activa illenca, els seus primers anys d'existència foren durs i molt sacrificats realitzant castells de 5 en molts de casos. Tenen la seva seu a Palma i es compon principalment de ciutadans per bé que també acull gent d'altres poblacions properes a la ciutat.
El 15 d'octubre de 2011, en la seva XIII Diada, celebrada a la plaça de Cort de Palma, els Castellers de Mallorca van assolir el seu primer 4 de 8 carregat acompanyat d'un 5 de 7 i un 3 de 7 amb l'agulla.